# Magleby Stevns Sogn
Magleby Stevns Sogn er et sogn i Tryggevælde Provsti (Roskilde Stift).
I 1683-1911 var Holtug Sogn anneks til Magleby Stevns Sogn. Begge sogne hørte til Stevns Herred i Præstø Amt. Magleby Stevns-Holtug sognekommune blev senere delt, så hvert sogn dannede sin egen sognekommune. I 1962 gik både Magleby Stevns og Holtug frivilligt med i starten på Stevns Kommune, som blev dannet ved kommunalreformen i 1970.
I Magleby Stevns Sogn ligger Magleby Kirke.
I sognet findes følgende autoriserede stednavne:
- Bøgebjerg (bebyggelse)
- Klippinge (bebyggelse, ejerlav)
- Køge Søhuse (bebyggelse)
- Køge Sønakke (areal)
- Magleby (bebyggelse, ejerlav)
- Oldekrog (bebyggelse)
- Råmose (bebyggelse)
- Søholm (ejerlav, landbrugsejendom)